# زادروز (ترانه سلنا گومز)
«زادروز» ترانه‌ای از هنرمند اهل ایالات متحده آمریکا سلنا گومز است. این ترانه در آلبوم رقص ستاره‌ها قرار داشت.